# Dialogphilosophie
Dialogphilosophie (auch Dialogische Philosophie oder Dialogik) ist eine philosophische Richtung, die der Egologie des Deutschen Idealismus eine Du-Philosophie entgegensetzt.
Auf philosophische Anregungen von Johann Georg Hamann und Friedrich Heinrich Jacobi und der von Ludwig Feuerbach an Georg Wilhelm Friedrich Hegel geäußerten Kritik entsteht zunächst mit Hermann Cohens Spätwerk zwischen den Weltkriegen eine Du-Philosophie, die besonders auf jüdische Denktraditionen zurückgreift und durch Anerkennung des Anderen als Person, Verzicht auf Instrumentalisierung und Ernstnehmen der Freiheit des Anderen gekennzeichnet ist.
Gegen die subjektive Ich-Konstitution der Transzendentalphilosophie des Deutschen Idealismus erarbeitete Martin Buber ein dialogisches Prinzip mit Betonung auf das sich in der Begegnung aktualisierende Zwischen.
Mit Friedrich Gogarten und anderen nahm die Dialektische Theologie in ihrer Ablehnung einer rationalen Versöhnung von Gott und Mensch Anregungen der Dialogphilosophie auf.
Für Emmanuel Levinas stellt sich Subjektivität nicht als isoliertes Ich dar, sondern das Ich ist unablässig der Entfremdung durch den anderen Menschen ausgesetzt: Der Andere bleibt dabei andersartig; er entzieht sich der Aneignung durch das Ich.
Kuno Lorenz entwickelt aus der Orientierung an Bubers Dialogischem Prinzip einen Dialogischen Konstruktivismus, bei dem zwischen einem Handlungen vollziehenden Agenten (ICH-Rolle) und einem Handlungen erlebenden Patienten (DU-Rolle) unterschieden wird.

## 20. Jahrhundert
In der ersten Hälfte des 20. Jahrhunderts wurde die Dialogphilosophie maßgeblich durch Martin Buber begründet. Hermann Levin Goldschmidt bestimmte in seinem Buch Philosophie als Dialogik (1948) Dialogik als einen Gegensatz zur Dialektik, wonach der Widerspruch eine grundlegende und fruchtbare Spannung ist, die durch keine höhere Synthese aufzuheben ist. Zwei sich widersprechende Standpunkte sind demnach auszuhalten, schöpferisch auszutragen und in ihrer ebenbürtigen Bedeutung anzuerkennen. Goldschmidt hat diesen Ansatz in weiteren Schriften, vor allem in Freiheit für den Widerspruch (1976), weiter entwickelt.
Anregungen aus der Dialogphilosophie finden sich in der Philosophie bei Hans-Georg Gadamer, Karl-Otto Apel, Jürgen Habermas, Kuno Lorenz, Emmanuel Levinas sowie Józef Tischner. Für die Jurisprudenz wurde sie durch Rolf Gröschner fruchtbar gemacht.
Der außerwissenschaftliche Einfluss der Dialogphilosophie ist vielfältig, ob in der interkulturellen Arbeit und Pädagogik, in der Eltern-Kleinkind-Beratung oder im Partnerkontaktsport.

### Primärliteratur
- Herman Cohen: Die Religion der Vernunft aus den Quellen des Judentums 1918 in: Zeitschrift „Neue jüdische Monatshefte“, 2. Jahrgang, Heft 15/16
- Martin Buber:
  - „Ich und Du.“ 1923; 10. Auflage, Verlag Lambert Schneider, 1979. Taschenbuch: (mit einem Nachwort von Bernhard Casper) Reclam, Stuttgart 2008
  - Das dialogische Prinzip. Gütersloher Verlagshaus, Gütersloh 1973, ISBN 3-579-02565-1
- Ferdinand Ebner: Das Wort und die geistigen Realitäten. Pneumatologische Fragmente. 1921; Herder Verlag, Wien, 1952; hrsg. v. Richard Hörmann, Hamburg u. a.: LIT-Verlag, 2009 (ebner-online)
- Franz Rosenzweig: Der Stern der Erlösung. Kauffmann, Frankfurt am Main 1921 (Digitalisat); Suhrkamp, Frankfurt am Main 1988; Frankfurt am Main 2002 (Volltext, hrsg. von Albert Raffelt, UB Freiburg)
- Karl Löwith: Das Individuum in der Rolle des Mitmenschen, München 1928 (Nachdruck 1962 und Darmstadt 1969)
- Hermann Levin Goldschmidt:
  - Philosophie als Dialogik. Aehren, Affoltern am Albis, 1948 (Nachdruck, Goldschmidt, Werke 1, Wien 1992)
  - Dialogik: Philosophie auf dem Boden der Neuzeit. Frankfurt a. M. 1964 (Nachdruck einzelner Texte in Goldschmidt, Werke 5, 2000 und Werke 8, 1995)
  - Freiheit für den Widerspruch. Novalis, Schaffhausen, 1976 (Nachdruck, Goldschmidt, Werke 6, Wien 1993)
- Emmanuel Levinas:
  - Die Spur des Anderen. Untersuchungen zur Phänomenologie und Sozialphilosophie. Übersetzt, herausgegeben und eingeleitet von Wolfgang Nikolaus Krewani, Freiburg i.Br. / München: Karl Alber, 41999 (Studienausgabe). ISBN 978-3-495-47883-7
  - Die Zeit und der Andere. Übersetzt und mit einem Nachwort versehen von Ludwig Wenzler, Hamburg: Felix Meiner, 2003. ISBN 3-7873-1631-0 (Erste Veröffentlichung 1948 im Sammelband Le Choix, le Monde, l´Existence. Französische Neuauflage 1979.)
  - Humanismus des anderen Menschen. Übersetzt und mit einer Einleitung versehen von Ludwig Wenzler, Hamburg: Felix Meiner, 1989
  - Jenseits des Seins oder anders als Sein geschieht. Aus dem Französischen übersetzt von Thomas Wiemer, Freiburg i.Br. / München: Karl Alber, 21998 (Studienausgabe). ISBN 978-3-495-47901-8 (Original: Autrement qu'être ou au-delà de l'essence, 1974)
- Kuno Lorenz: Dialogischer Konstruktivismus. de Gruyter, Berlin, New York 2009, ISBN 978-3-11-020310-3

### Buchreihen
- dia-logik, hrsg. von Karl-Heinz Brodbeck (München), Stephan Grätzel (Mainz) und Bernd Schuppener (Leipzig). Seit 2011 beim Verlag Karl Alber, Freiburg / München (13 Bände). Die Bände einzeln im Katalog der Deutschen Nationalbibliothek. Die Reihe dia-logik, von der bis 2020 13 Bände erschienen sind, thematisiert das Gespräch, die Kommunikation sowie das dialogisch-dialektische Denken. Veröffentlicht werden unterschiedliche philosophische Ansätze, welche Sprache von ihrer Wirksamkeit her aufrollen.

### Gesamtdarstellungen
- Siegfried Blasche: Andere, der. In: Jürgen Mittelstraß (Hrsg.): Enzyklopädie Philosophie und Wissenschaftstheorie. Band 1, Metzler Stuttgart Weimar 2005.
- Carl Friedrich Gethmann, Kuno Lorenz: Philosophie, dialogische. In: Mittelstraß (Hrsg.): Enzyklopädie Philosophie und Wissenschaftstheorie. Band 6, Metzler Stuttgart Weimar 2016.
- Hans-Peter Krüger: Kommunikation/kommunikatives Handeln. 2.3 In: Hans Jörg Sandkühler: Enzyklopädie Philosophie. Band 2, Meiner, Hamburg 2010, S. 1262.
- Bernhard Waldenfels: Andere/Andersheit/Anderssein. In: Hans Jörg Sandkühler: Enzyklopädie Philosophie. Band 1, Meiner, Hamburg 2010, S. 88ff.
- Johannes Heinrichs: Dialogik. Kann denn Liebe logisch sein?, Academia, Baden-Baden 2020.
- Christoph von Wolzogen: Dialogphilosophie. In: Religion in Geschichte und Gegenwart. 4. Auflage. Band 2, Tübingen 1999, Sp. 822–825.

### Sekundärliteratur
- Nathan Rotenstreich: Gründe und Grenzen von Martin Bubers dialogischem Denken. In: P.A. Schilpp u. M. Friedman (Hrsg.). Martin Buber. Stuttgart 1963.
- Bernhard Casper: Das dialogische Denken. Franz Rosenzweig, Ferdinand Ebner und Martin Buber- 1967; überarbeitete und erweiterte Neuauflage. Verlag Karl Alber, Freiburg / München 2002. ISBN 978-3-495-47933-9.
- Willi Goetschel: Dialogik als kritisches Modell: Bild und Wort bei Edith Moos und Hermann Levin Goldschmidt. In: Hermann Levin Goldschmidt, Edith Moos: Mein 1933. Passagen, Wien 2008, S. 107–142.
- Jochanan Bloch: Die Aporie des Du, Probleme der Dialogik Martin Bubers. Heidelberg 1977.
- Claire Block: Vom Dialog zum Polylog. Eine Untersuchung über die Notwendigkeit der der Alterität für das philosophische Denken, Königshausen & Neumann, Würzburg 2013, ISBN 978-3-8260-5024-4
- Elisabeth Bolay-Vinzens: Zur Dialog-Philosophie bei Martin Buber. Möglichkeit und Wirklichkeit dialogischer Beziehung in Martin Bubers Werk „Ich und Du“. 1988.
- Stephan Grätzel: Versöhnung. Die Macht der Sprache - Ein Beitrag zur Philosophie des Dialogs, Herder, Breiburg 2018, ISBN 978-3-451-37532-3
- Rivka Horwitz: Ebner und Buber, Rosenzweig und Ehrenberg. In: Walter Methlagl u. a. (Hrsg.): Gegen den Traum vom Geist. Beiträge zum Symposion. Gablitz 1981, Salzburg 1985, S. 97–105.
- Joachim Israel: Martin Buber. Dialogphilosophie in Theorie und Praxis. 1995.
- Matthew I. Nwoko: Die Philosophie als ein verantwortungsfordernder Dialog. Eine Auseinandersetzung mit Bubers Dialogphilosophie und Lévinas' Verantwortungslehre. 1999.
- Jürgen Habermas: Die Einbeziehung des Anderen. Studien zur politischen Theorie, Suhrkamp, Frankfurt am Main 1996, ISBN 3-518-29044-4.
- Kuno Lorenz: Einführung in die philosophische Anthropologie. Darmstadt 1990, ISBN 3-534-04879-2.
- Michael Theunissen: Der Andere. Studien zur Sozialontologie der Gegenwart. 2. um eine Vorrede vermehrte Auflage, de Gruyter, Berlin 1977 (Erstausgabe 1964)
- Bernhard Waldenfels: Der Andere, der Fremde. (= Der blaue Reiter. Journal für Philosophie. Nr. 39). Verlag der blaue reiter, Hannover 2017, ISBN 978-3-933722-50-8.
- Magdalena Anna Wojcieszuk: Der Mensch wird am Ich zum Du. Eine Auseinandersetzung mit der Dialogphilosophie des XX. Jahrhunderts., Centaurus, Freiburg 2010, ISBN 978-3-86226-012-6